# پائودی
پائودی (به فرانسوی: Paudy) یک کمون در فرانسه است که در اندر واقع شده‌است. پائودی ۳۰٫۲۸ کیلومتر مربع مساحت و ۴۵۳ نفر جمعیت دارد و ۱۴۰ متر بالاتر از سطح دریا واقع شده‌است.